# 安西景益
安西 景益（あんざい かげます）は、平安時代後期から鎌倉時代初期の武将。

## 経歴・人物
安房国丸御厨を本拠とする在地領主。父の安西朝景あるいは安西常景は、保元の乱の際に源義朝に従って功を挙げたという。また、幼少時の源頼朝と仲が良かったという。その縁から治承4年（1180年）8月29日、頼朝が安房へ敗走して来ると、翌月の9月1日、頼朝は国中の一族と在庁官人を呼び集めるようにと景益に手紙を送る。9月4日、景益は頼朝からの手紙に従い、一族と在庁官人を2・3人を引き連れて頼朝の宿泊所に参じ、「安易に上総広常の元へ行くべきではない。長狭常伴のような手柄ばかりを狙う連中が沢山いる。迎えに来させた方が良い。」と伝え、使者として和田義盛を上総広常の元へ、藤九郎盛長を千葉常胤の元へ遣わせ、それぞれ頼朝の元へ来るよう伝えるなど頼朝の安房・総州経略に貢献する。寿永元年（1182年）8月11日、頼朝の妻北条政子が産気を催すと無事な出産を祈るために洲崎神社に参る。頼家は翌日生まれた。元暦元年（1184年）8月8日には源範頼の平家追討軍に参加し、西海に出陣する。翌年の元暦2年（1185年）1月26日には豊後国へ渡る。のち建久6年（1195年）3月には頼朝の上洛に従った。

## 登場作品
- 『鎌倉殿の13人』（2022年、NHK大河ドラマ、演：猪野学）